# لويد ليندسي يونغ
لويد ليندسي يونغ (بالإنجليزية: Lloyd Lindsay Young)‏ هو مقدم برامج إذاعية أمريكي، ولد في 4 سبتمبر 1941.

## وصلات خارجية
- لويد ليندسي يونغ على موقع IMDb (الإنجليزية)